# Dun-le-Palestel
Dun-le-Palestel è un comune francese di 1 196 abitanti situato nel dipartimento della Creuse nella regione della Nuova Aquitania.

## Società

### Evoluzione demografica
Abitanti censiti